# هوش دوكان
هوش دوكان (بالإنجليزية: Hoch Ducan)‏ هو أحد جبال سلسلة جبال الألب ألبولا ويقع في كانتون غراوبوندن في سويسرا. يحتل المرتبة رقم 188 في قائمة جبال سويسرا من حيث الارتفاع، إذ يبلغ ارتفاعه حوالي 3063 متر، بينما يبلغ ارتفاع نتوء الجبل 324 متر، هذا وقد سجل أول وصول لقمة الجبل عام 1845.